# MTV Rocks (Regno Unito e Irlanda)
MTV Rocks, conosciuta anche come MTV Two, MTV2 e M2, è stata una rete televisiva musicale britannico-irlandese.
Il canale dedicava gran parte della sua programmazione alla trasmissione di videoclip alternative e rock. Dal 10 gennaio 2011 al 2 maggio 2020 il canale è stato disponibile anche in Italia sulla piattaforma Sky, al posto di MTV Brand New al canale 706, ma nel 2017 il canale si trasferì al canale 708. Il canale trasmetteva la sua programmazione in inglese così come per MTV Dance. Dal 6 marzo 2012 il canale ha iniziato a trasmettere nel formato panoramico 16:9.
Il canale ha chiuso definitivamente le trasmissioni il 20 luglio 2020, insieme ai canali Club MTV e MTV OMG.

## Programmazione
La programmazione del canale si basava sostanzialmente sulla trasmissione di video di artisti emergenti o dedicati ai generi rock, punk rock, indie, metal.
- Biggest! Hottest! Loudest!
- Gonzo[1]
- Gonzo Loves...
- Gonzo on Tour
- Newest Noise
- The 10 Biggest Tracks Right Now
- The Official UK Rock Chart

## Presentatori e VJ
- Alexa Chung
- Phil Clifton
- Zane Lowe

## Loghi

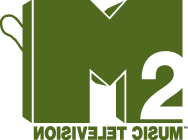
10 ottobre 1998 - 1º maggio 2000
1º maggio 2000 - 22 luglio 2007
22 luglio 2007 - 1º marzo 2010
1º marzo 2010 - 1º luglio 2011
1º luglio 2011 - 1º ottobre 2013
1º ottobre 2013 - 5 aprile 2017
5 aprile 2017 - 20 luglio 2020